# جوديث باين
جوديث باين (بالإنجليزية: Judith Bain)‏ هي مبارزة بالسيف بريطانية، ولدت في 11 أكتوبر 1944 في Tain ‏ في المملكة المتحدة.

## وصلات خارجية
- جوديث باين على موقع أوليمبيديا (الإنجليزية)